# Tillandsia jucunda
Tillandsia jucunda es una especie de planta epífita dentro del género  Tillandsia, perteneciente a la  familia de las bromeliáceas.  Es originaria de Bolivia. 

## Cultivares
- Tillandsia 'Blue Rinse'
- Tillandsia 'Cooran'
- Tillandsia 'Do-Ra-Me'

## Taxonomía
Tillandsia jucunda fue descrita por Alberto Castellanos y publicado en Anales Museo Nacional de Historia Natural de Buenos Aires 36: 56, t. 1, Bp. 1926.
Etimología
Tillandsia: nombre genérico que fue nombrado por Carlos Linneo en 1738 en honor al médico y botánico finlandés Dr. Elias Tillandz (originalmente Tillander) (1640-1693).
jucunda: epíteto latíno que significa "agradable"